# Record du monde de Square One
| Temps   | Compétiteur              | Nationalité | Lieu                                  | Date              |
| ------- | ------------------------ | ----------- | ------------------------------------- | ----------------- |
| 3 s 41  | Ryan Pilat               | États-Unis  | Wichita Family ArtVenture 2024        | 2 mars 2023       |
| 3 s 69  | Max Siauw                | États-Unis  | UW or U Don't 2023                    | 2 décembre 2023   |
| 3 s 73  | Ryan Pilat               | États-Unis  | CubingUSA Heartland Championship 2023 | 3 juin 2023       |
| 3 s 87  | Michał Krasowski         | Pologne     | Olsztyn Squared 2023                  | 11 février 2023   |
| 4 s 28  | Max Siauw                | États-Unis  | Big Cubes in Bothell 2022             | 10 décembre 2022  |
| 4 s 33  | Elijah Rain Phelps       | États-Unis  | Naticube 2022                         | 29 octobre 2022   |
| 4 s 34  | Hassan Khanani           | États-Unis  | Rochester Fall 2022                   | 22 octobre 2022   |
| 4 s 37  | Sameer Aggarwal          | États-Unis  | CubingUSA Northeast Championship 2022 | 30 mai 2022       |
| 4 s 40  | David Epstein            | Australie   | Wonderful Williamstown 2022           | 24 avril 2022     |
| 4 s 59  | Martin Vædele Egdal      | Danemark    | Danish Championship 2020              | 5 septembre 2020  |
| 4 s 95  | Jackey Zheng             | États-Unis  | Brooklyn 2019                         | 25 mai 2019       |
| 4 s 98  | Tijmen van der Ree       | Pays-Bas    | Mental Breakdown Capelle 2019         | 4 mai 2019        |
| 5 s 00  | Vicenzo Guerino Cecchini | Brésil      | Schoolmark Open 2018                  | 20 octobre 2018   |
| 5 s 49  | Daniel Karnaukh          | États-Unis  | CubingUSA Nationals 2018              | 27 juillet 2018   |
| 5 s 66  | Rasmus Stub Detlefsen    | Danemark    | Royal Corner Twist 2018               | 1er avril 2018    |
| 5 s 73  | Charlie Stark            | Royaume-Uni | Guildford Open 2017                   | 23 septembre 2017 |
| 5 s 88  | Nathan Dwyer             | États-Unis  | Buzzer Beater 2017                    | 6 mai 2017        |
| 6 s 67  | Helmer Ewert             | Suède       | Swedish Decathlon Challenge 2017      | 29 avril 2017     |
| 6 s 84  | Tommy Szeliga            | États-Unis  | Indiana 2016                          | 25 juin 2016      |
| 6 s 96  | Bingliang Li             | Chine       | Guangzhou Wushan Open 2014            | 18 mai 2014       |
| 7 s 41  | Andrea Santambrogio      | Italie      | Legnano Open 2013                     | 2 novembre 2013   |
| 8 s 65  | Bingliang Li             | Chine       | Guangdong Open 2010                   | 3 octobre 2010    |
| 9 s 93  | Piotr Michal Padlewski   | Pologne     | Polish Nationals 2010                 | 29 août 2010      |
| 10 s 90 | Andrew Nelson            | États-Unis  | US Nationals 2010                     | 7 août 2010       |
| 10 s 93 | Simon Crawford           | Royaume-Uni | Bristol Spring 2010                   | 27 mars 2010      |
| 10 s 96 | Piotr Michal Padlewski   | Pologne     | World Championship 2009               | 11 octobre 2009   |
| 12 s 05 | Jianwei Zhu              | Chine       | Beijing Summer Open 2009              | 16 août 2009      |
| 12 s 50 | Piotr Michal Padlewski   | Pologne     | Czech Open 2009                       | 19 juillet 2009   |
| 13 s 55 | Grzegorz Prusak          | Pologne     | Poznan Open 2008                      | 25 octobre 2008   |
| 13 s 56 | Grzegorz Prusak          | Pologne     | Polish Open 2007                      | 15 septembre 2007 |
| 16 s 45 | Grzegorz Prusak          | Pologne     | Wroclaw Open 2007                     | 8 juillet 2007    |
| 19 s 46 | Lars Vandenbergh         | Belgique    | Belgian Open 2007                     | 24 février 2007   |
| 23 s 65 | Michael Fung             | Pays-Bas    | Dutch Open 2006                       | 14 octobre 2006   |
| 25 s 04 | Lars Vandenbergh         | Belgique    | Belgian Open 2006                     | 6 mai 2006        |
| 25 s 29 | Lars Vandenbergh         | Belgique    | Dutch Open 2004                       | 10 octobre 2004   |
| 32 s 62 | Mike Godfrey             | Royaume-Uni | Dutch Open 2004                       | 10 octobre 2004   |
| 41 s 80 | Lars Vandenbergh         | Belgique    | World Championship 2003               | 23 août 2003      |

| Temps   | Compétiteur              | Nationalité  | Lieu                                  | Date              |
| ------- | ------------------------ | ------------ | ------------------------------------- | ----------------- |
| 4 s 63  | Sameer Aggarwal          | États-Unis   | Cubing in Southern Oregon 2025        | 1er février 2025  |
| 4 s 69  | Sameer Aggarwal          | États-Unis   | Gem City Ohio Showdown 2025           | 11 janvier 2025   |
| 4 s 81  | Dylan Baumbach           | États-Unis   | Cube More in Ardmore 2024             | 21 septembre 2024 |
| 4 s 88  | Dylan Baumbach           | États-Unis   | DFW Back to School 2024               | 25 août 2024      |
| 4 s 91  | Max Siauw                | États-Unis   | Stumptown Speedcubing Summer 2023     | 22 juillet 2023   |
| 5 s 02  | Max Siauw                | États-Unis   | CubingUSA Northeast Championship 2022 | 29 mai 2022       |
| 6 s 06  | Sameer Aggarwal          | États-Unis   | Richmond Open B 2021                  | 12 décembre 2021  |
| 6 s 34  | David Epstein            | Australie    | Solving in Sale 2021                  | 10 avril 2021     |
| 6 s 54  | Vicenzo Guerino Cecchini | Brésil       | Bernô Feet Friendship 2019            | 15 décembre 2019  |
| 6 s 73  | Vicenzo Guerino Cecchini | Brésil       | Schoolmark Open 2018                  | 20 octobre 2018   |
| 7 s 02  | Rasmus Stub Detlefsen    | Danemark     | Skottegårdsskolen Open 2018           | 13 octobre 2018   |
| 7 s 14  | Rasmus Stub Detlefsen    | Danemark     | Dåstrup Sleepover 2018                | 11 août 2018      |
| 7 s 25  | Rasmus Stub Detlefsen    | Danemark     | Swedish Championship 2018             | 11 mai 2018       |
| 7 s 56  | Charlie Stark            | Royaume-Uni  | Guildford Open 2018                   | 18 mars 2018      |
| 8 s 04  | Anuar Miguel Abib Onofre | Brésil       | Capivara 2017                         | 9 décembre 2017   |
| 8 s 38  | Zijia Feng               | Chine        | Jiaozuo Open 2017                     | 25 novembre 2017  |
| 8 s 45  | Brandon Lin              | États-Unis   | Rockville Winter 2017                 | 14 janvier 2017   |
| 9 s 07  | Brandon Lin              | États-Unis   | Clifton Winter 2017                   | 7 janvier 2017    |
| 9 s 33  | Brandon Lin              | États-Unis   | Slow N Steady Fall 2016               | 24 septembre 2016 |
| 9 s 75  | Ty Marshall              | États-Unis   | Berkeley Summer 2016                  | 17 septembre 2016 |
| 9 s 90  | Brandon Lin              | États-Unis   | Slow N Steady Winter 2016             | 30 janvier 2016   |
| 10 s 21 | Bingliang Li             | Chine        | Guangzhou Wushan Open 2014            | 18 mai 2014       |
| 11 s 31 | Bingliang Li             | Chine        | Guiyang Open 2012                     | 5 août 2012       |
| 11 s 33 | Bingliang Li             | Chine        | Changsha Open 2011                    | 27 novembre 2011  |
| 11 s 78 | Bingliang Li             | Chine        | Shenzhen University 2011              | 1er mai 2011      |
| 12 s 37 | Bingliang Li             | Chine        | Guangdong Open 2010                   | 3 octobre 2010    |
| 12 s 99 | Bingliang Li             | Chine        | Guangzhou Big Cubes 2010              | 11 juillet 2010   |
| 14 s 33 | Piotr Michal Padlewski   | Pologne      | Bialystok Open 2010                   | 29 mai 2010       |
| 14 s 61 | Jianwei Zhu              | Chine        | Beijing Summer Open 2009              | 16 août 2009      |
| 16 s 28 | Dan Cohen                | États-Unis   | Safe Haven 2009                       | 20 juin 2009      |
| 16 s 62 | Kazuhito Iimura          | Japon        | Kanazawa Open 2008                    | 20 décembre 2008  |
| 17 s 77 | Kang Ji-Jon              | Corée du Sud | Cheonan 2008                          | 27 juillet 2008   |
| 19 s 57 | Grzegorz Prusak          | Pologne      | Polish Open 2007                      | 15 septembre 2007 |
| 22 s 85 | Grzegorz Prusak          | Pologne      | Wroclaw Open 2007                     | 8 juillet 2007    |
| 24 s 59 | Lars Vandenbergh         | Belgique     | US Open 2007                          | 16 juin 2007      |
| 25 s 82 | Mátyás Kuti              | Hongrie      | German Open 2007                      | 28 avril 2007     |
| 25 s 98 | Lars Vandenbergh         | Belgique     | Belgian Open 2007                     | 24 février 2007   |
| 28 s 14 | Michael Fung             | Pays-Bas     | Dutch Open 2006                       | 14 octobre 2006   |
| 31 s 85 | Lars Vandenbergh         | Belgique     | Euro 2006                             | 23 septembre 2006 |
| 32 s 01 | Lars Vandenbergh         | Belgique     | German Open 2006                      | 21 avril 2006     |
| 33 s 21 | Lars Vandenbergh         | Belgique     | Dutch Open 2004                       | 10 octobre 2004   |